# Bobby Jones (Musiker)
Bobby Jones (* 30. Oktober 1928 in Louisville, Kentucky; † 6. März 1980 in München) war ein US-amerikanischer Jazzmusiker (Holzblasinstrumente).

## Leben und Wirken
Jones erhielt bereits als Vierjähriger Unterricht durch seinen Vater, der als Schlagzeuger tätig war. Mit acht Jahren wechselte er zur Klarinette. Als Heranwachsender spielte er im Ray McKinley Orchestra und anschließend bei Hal McIntyre. Schließlich arbeitete er als erster Saxophonist bei der Woody Herman Big Band. Nach seinem Wehrdienst (wo er in der „Fort Knox Army Band“ spielte) zog er nach Cleveland, um als Studiomusiker zu arbeiten; er wirkte dort insbesondere an R&B- und Rock-’n’-Roll-Aufnahmen mit. Mit dem verdienten Geld ging er nach New York City, weil er Mitglied der Band von Mingus werden wollte.
Jones ist vor allem durch seine Arbeit bei Charles Mingus bekannt geworden, mit dem er von 1970 bis 1972 arbeitete, wie auf Blue Bird, Let My Children Hear Music, Charles Mingus and Friends in Concert und dem 2022 erschienenen Mitschnitt The Lost Album from Ronnie Scott’s. Anschließend lebte er in Europa und war Teil der Münchner Jazzszene. Er nahm mehrere Platten als Leader auf und leitete gemeinsam mit Dusko Goykovich die Band „Summit Octet“ (Five Horns & Rhythm Unit). Große Resonanz in der Jazzszene fand – wegen seines ausdrucksstarken Klarinettenspiels – die Aufnahme Hill Country Suite. Gegen Ende seines Lebens konnte er aufgrund eines Lungenemphysems nicht mehr Saxophon spielen. Hauptberuflich war er als Komponist tätig.

## Auswahldiskographie
- The Arrival of Bobby Jones (1972)
- The Legacy of Bobby Jones (1972)
- Bobby Pierce Introducing (Cobblestone CST9016, Muse MR5304 1972)
- live benefiz (FDB Records, 1973, mit Dusko Goykovich, Horace Parlan, Peter Trunk, Todd Canedy)
- Hill Country Suite (Enja, 1974)

## Lexikalische Einträge
- Leonard Feather, Ira Gitler: The Biographical Encyclopedia of Jazz. Oxford University Press, New York 1999, ISBN 0-19-532000-X.